# Igreja de Nossa Senhora da Penha de França

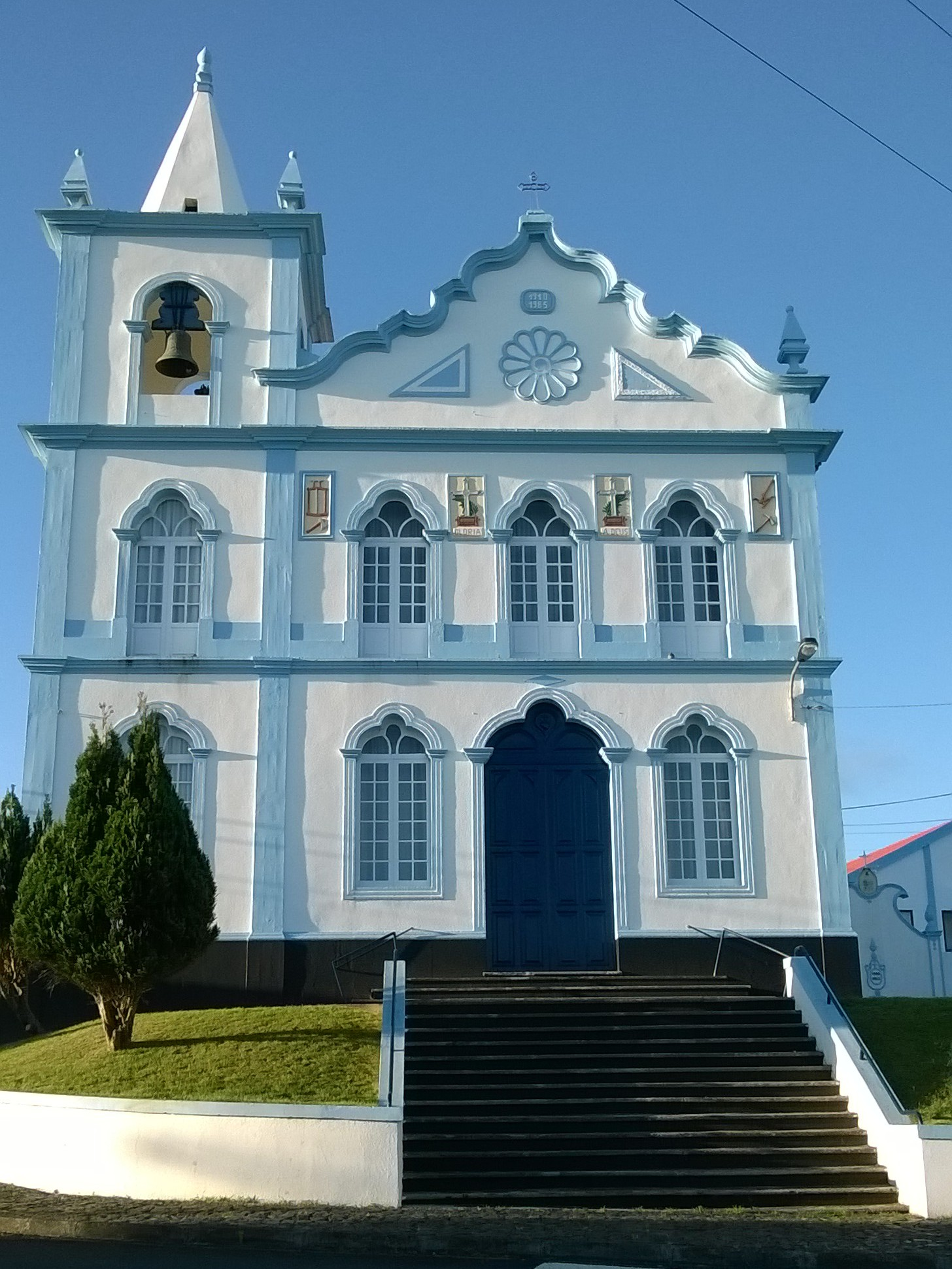
Igreja de N. Sra. da Penha de França, freguesia de Posto Santo.

A Igreja de Nossa Senhora da Penha de França localiza-se na freguesia de Posto Santo, concelho de Angra do Heroísmo, ilha Terceira, Região Autónoma dos Açores, em Portugal.
Este templo fica situado num dos locais mais pitorescos dos arredores da cidade de Angra do Heroísmo, erguendo-se muito perto do Pico da Urze, de onde se desfruta soberbo panorama.
Pouco se conhece a respeito desta igreja dedicada a Nossa Senhora da Penha de França. No entanto, embora Francisco Ferreira Drummond nada nos diga nos seus Anais da Ilha Terceira, a respeito do então pequeno templo no decurso do século XVIII, a verdade é que antes de 1716 foi o mesmo fundado e construído.
Tal iniciativa, segundo informa Alfredo da Silva Sampaio, deveu-se à família Merens de Távora, tendo este templo sido elevado a sede de curato naquele ano de 1716.
Com uma fachada assas curiosa, com sua torre pontiaguda, com suas cimalhas condizentes com o contorno superior do seu frontal, este templo fica num local sobremodo aprazível em redor do qual existem belas quintas valorizadas, com magníficos arvoredos de pinheiros, eucaliptos, faias e outras espécies e ainda com lindas vivendas de verão.
Relativamente perto deste local, encontram-se ainda dispersas outras ermidas, como a Ermida de São Carlos Borromeu, e a Ermida de Jesus, Maria José, a de P. Mamede, a de Nossa Senhora da Silveira e a de Nossa Senhora da Penha de França, precisamente no Pico da Urze templo este fundado em 1742 pelo Padre Sebastião Deiró Condé, por intermédio do seu procurador, na ilha Terceira, o Padre António Dias.